# Nyctemera galbanum
Nyctemera galbanum är en fjärilsart som beskrevs av Swinhoe 1892. Nyctemera galbanum ingår i släktet Nyctemera och familjen björnspinnare. Inga underarter finns listade i Catalogue of Life.